# Glicoproteina N-palmitoiltransferasi
La glicoproteina N-palmitoiltransferasi è un enzima appartenente alla classe delle transferasi, che catalizza la seguente reazione:
palmitoil-CoA + glicoproteina ⇄ CoA + N-palmitoilglicoproteina
L'enzima agisce sulle mucine. Attivato dall'1,4-ditiotreitolo.